# Eleição municipal de Caxias do Sul em 2004
A eleição para prefeito da cidade brasileira de Caxias do Sul em 2004 teve seu primeiro turno em 3 de outubro e segundo turno em 31 de outubro. Foi eleito o candidato José Ivo Sartori (PMDB).

## Prefeito Eleito
O Prefeito eleito é José Ivo Sartori. Natural de Farroupilha, Serra Gaúcha, formou-se em filosofia pela Universidade de Caxias do Sul (UCS) e foi professor universitário e de cursos pré-vestibulares. Iniciou sua carreira política no movimento estudantil e entre 1972 a 1975 presidiu o Diretório acadêmico (DCE) da UCS. Em seguida, filiou-se ao Movimento Democrático Brasileiro (MDB) e foi eleito vereador em Caxias do Sul em 1976. Exerceu cinco mandatos consecutivos como deputado estadual e presidiu a Assembleia Legislativa entre 1998 a 1999. Durante o governo de Pedro Simon, foi secretário estadual do Trabalho e Bem-Estar Social entre 1987 a 1988.
Concorreu, sem sucesso, ao cargo de prefeito de Caxias do Sul em 1992 e 2000. Em 2002, elegeu-se deputado federal com quase cem mil votos. Em 2004, elegeu-se prefeito de Caxias no segundo turno com 52,43% dos votos.
- O vice-prefeito eleito é Alceu Barbosa Velho, que formou-se em direito na Universidade de Caxias do Sul. Foi presidente da Ordem dos Advogados do Brasil de Caxias do Sul por dois mandatos e vereador da cidade entre 1994 e 2000. Foi também vice-prefeito durante o governo do prefeito José Ivo Sartori (2005-2011), renunciando do cargo após ser eleito deputado estadual em 2010.

Foram 5 candidatos disputando a Prefeitura de Caxias do Sul: José Ivo Sartori (PMDB), Marisa Formolo (PT), Ruy Pauletti (PSDB), Caleb Medeiros (PSB) e Déo Gomes (PCdoB).
| Candidato (a)    | Vice                      | Partido | Coligação                                                |
| ---------------- | ------------------------- | ------- | -------------------------------------------------------- |
| José Ivo Sartori | Alceu Barbosa Velho (PDT) | PMDB    | Caxias Para Todos PMDB, PDT, PTB, PSC, PPS               |
| Marisa Formolo   | Mário Grazziotin (PT)     | PT      | Frente Popular PT, PMN                                   |
| Ruy Pauletti     | Ricardo Golin (PP)        | PSDB    | Caxias Presente e Futuro PSDB, PP, PL, PHS, PV, PFL. PAN |
| Caleb Medeiros   | Onofre Ferreira (PSB)     | PSB     | Partido não coligado                                     |
| Déo Gomes        | Paulo Freitas (PCdoB)     | PCdoB   | Partido não coligado                                     |

## Resultados
Resultado das Eleições para Prefeito. 
|                         | 1ºTurno |        | 2º Turno |        |
| Candidato (a)           | Votos   | %      | Votos    | %      |
| ----------------------- | ------- | ------ | -------- | ------ |
| José Ivo Sartori (PMDB) | 81.366  | 35,73  | 119.521  | 52,43% |
| Marisa Formolo (PT)     | 94.270  | 41,40% | 108.427  | 47,56% |
| Ruy Pauletti (PSDB)     | 44.915  | 19,72% |          |        |
| Caleb Medeiros (PSB)    | 3.620   | 1,59%  |          |        |
| Déo Gomes (PCdoB)       | 3.538   | 1,55%  |          |        |

Resultado dos vereadores eleitos. 
| Candidato          | Partido | Votação | Percentual |
| ------------------ | ------- | ------- | ---------- |
| Vinicius Ribeiro   | PDT     | 5.802   | 2,57%      |
| Marcos Daneluz     | PT      | 5.747   | 2,54%      |
| Ana Corso          | PT      | 4.968   | 2,20%      |
| Geni Peteffi       | PMDB    | 4.570   | 2,02%      |
| Mauro Pereira      | PMDB    | 4.422   | 1,96%      |
| Alaor de Oliveira  | PMDB    | 4.341   | 1,92%      |
| Alencar Tavares    | PL      | 4.123   | 1,82%      |
| Renato Oliveira    | PT      | 3.806   | 1,68%      |
| Guiovane Maria     | PT      | 3.784   | 1,67%      |
| Elói Frizzo        | PT      | 3.376   | 1,49%      |
| Zoraido Silva      | PTB     | 3.119   | 1,38%      |
| Getulio Demori     | PP      | 3.079   | 1,36%      |
| Alfredo Tatto      | PT      | 3.045   | 1,35%      |
| Chico Spiandorello | PSDB    | 2.829   | 1,25%      |
| Edson da Rosa      | PMDB    | 2.742   | 1,21%      |
| Deoclécio          | PMDB    | 2.554   | 1,13%      |
| Pedro Incerti      | PDT     | 2.041   | 0,90%      |